# Guy Tunmer
 Guy Tunmer  va ser un pilot de curses automobilístiques sud-africà que va arribar a disputar curses de Fórmula 1.
Va néixer l'1 de desembre del 1948 a Ficksburg, Sud-àfrica i va morir en un accident de moto el 22 de juny del 1999 a Sandton, Johannesburg, Sud-àfrica.

## A la F1
Guy Tunmer va debutar a la tercera cursa de la temporada 1975 (la 26a temporada de la història) del campionat del món de la Fórmula 1, disputant l'1 de març del 1975 el GP de Sud-àfrica al circuit de Kyalami.
Va participar en una única cursa puntuable pel campionat de la F1, aconseguint una onzena posició a la cursa i no assolí cap punt pel campionat del món de pilots.

## Resultats a la Fórmula 1
| Any  | Equip        | Xassís | Motor    | 1   | 2   | 3      | 4   | 5   | 6   | 7   | 8   | 9   | 10  | 11  | 12  | 13  | 14  | Posició | Punts |
| ---- | ------------ | ------ | -------- | --- | --- | ------ | --- | --- | --- | --- | --- | --- | --- | --- | --- | --- | --- | ------- | ----- |
| 1975 | Team Gunston | Lotus  | Cosworth | ARG | BRA | SUD 11 | ESP | BEL | MON | SUE | HOL | FRA | GBR | ALE | AUT | ITA | USA | -       | 0     |

### Resum
| Curses: | Victòries: | Pòdiums: | Poles: | Voltes ràpides: | Punts: |
| ------- | ---------- | -------- | ------ | --------------- | ------ |
| 1       | 0          | 0        | 0      | 0               | 0      |